# Артур (тропический шторм, 2008)
Тропический шторм Артур (англ. Tropical Storm Arthur) — первый из тропических циклонов, достигший уровня тропического шторма в сезоне атлантических ураганов 2008 года.
Артур открыл сезон 2008 года на два дня раньше установленного срока, сформировавшись в западной части Карибского моря из двух тёплых воздушных волн и остатков Тропического шторма Альма из бассейна тихоокеанских ураганов. Образовавшаяся ложбина низкого давления прошла над участком моря и, резко усилив собственную конвективную систему, 31 мая 2008 года в фазе тропического шторма вторглась на территорию Белиза. Артур стал причиной сильных дождей, приведших к наводнениям, в результате которых погибло девять человек и пострадало более ста тысяч жителей Белиза.
Ущерб от прохождения Тропического шторма Артур оценивается в 78 млн долларов США.

## Метеорологическая история

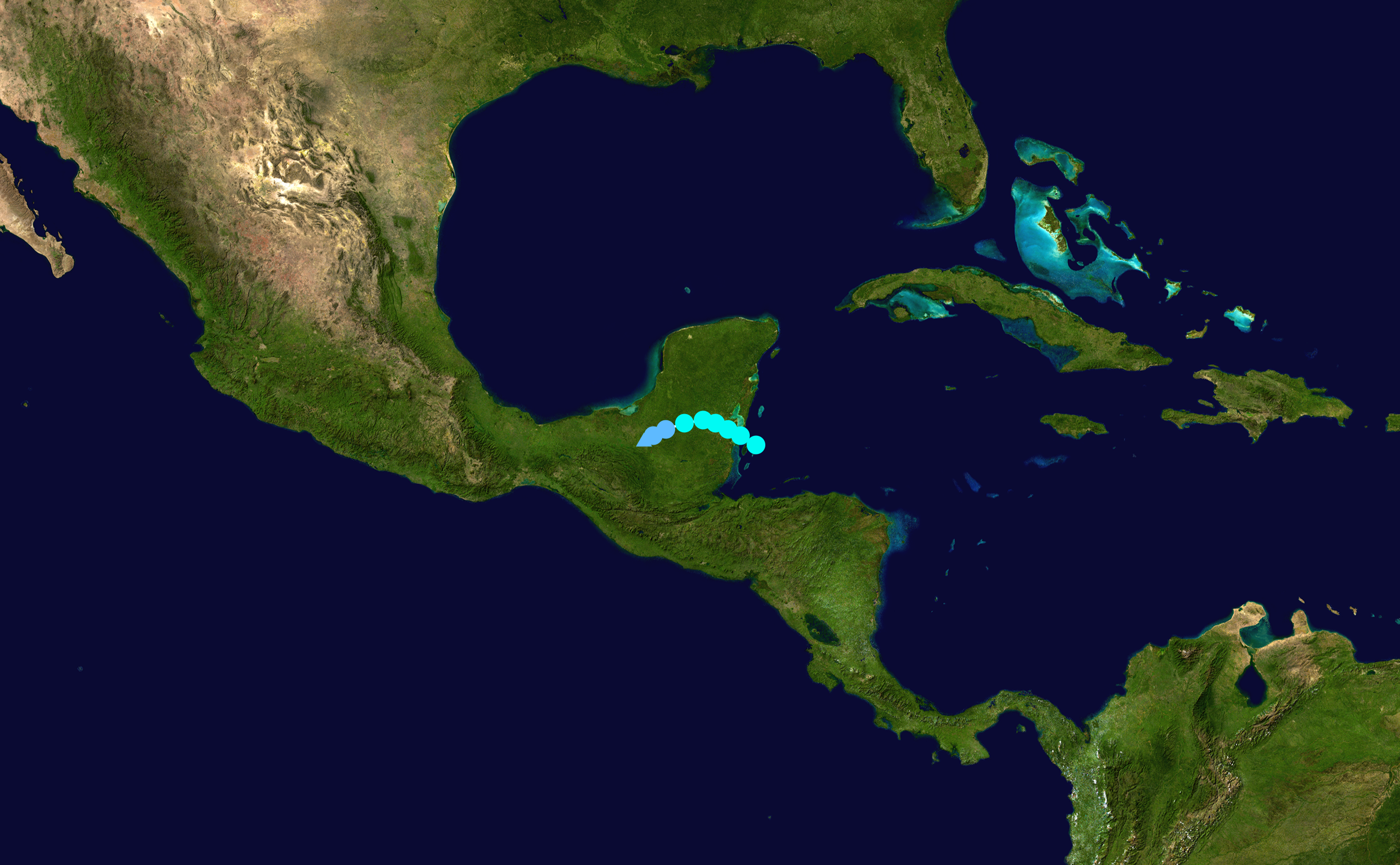
Траектория движения Тропического шторма Артур

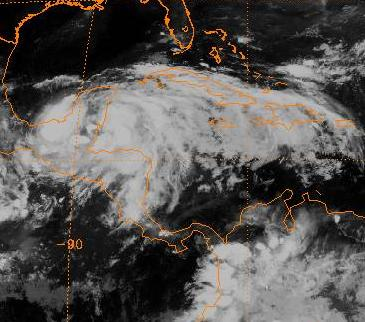
Тропический шторм Артур непосредственно перед контактом с территорией Белиза

29 мая 2008 года территория западной части Карибского моря подверглась сильному атмосферному возмущению, вызванному двумя тропическими волнами и периферией Тропического шторма Альма, находившегося в восточной части Тихого океана. Три воздушных фронта породили широкую ложбину низкого давления с хорошо сформированной группой конвекционных потоков. На следующий день шторм Альма обрушился на западное побережье Никарагуа, дополнительно насыщая регион влажностью вследствие сильных тропических дождей. Данный факт вкупе с нахождением области низкого давления над акваторией тёплых вод Карибского моря привел к её резкому развитию и распространению на территории от прибрежной части Гондураса до южной части Каймановых островов с дальнейшим образованием сильных конвективных потоков в юго-восточной части ложбины.
31 мая тропический шторм Альма рассеялся над прибрежной территорией Белиза, остатки шторма выродились в область с атмосферным давлением в 753 миллиметра ртутного столба. Верхняя часть ложбины при этом находилась над Гондурасским заливом. Дальнейшая скорость развития циклона была настолько стремительной, что уже в первой половине суток 31 мая метеоспутники и метеорологические буи Национального управления океанических и атмосферных исследований США зафиксировали устойчивую скорость ветра вблизи мексиканского города Четумаль, соответствующую штормовому показателю. Циклону сразу, минуя статус тропической депрессии, был назначен статус тропического шторма с присвоением первого имени Артур в сезоне атлантических ураганов 2008 года. Центр шторма при этом находился в 72 километрах к северо-северо-западу от города Белиз. В результате последующего анализа специалисты Национального центра прогнозирования ураганов США (NHC) установили, что циклон перешёл в фазу тропического шторма на 12 часов раньше, то есть в ночь с 30 на 31 мая, и имел к тому времени устойчивую скорость ветра в 75 км/ч.
Дальнейшее поступательное движение тропического шторма происходило в северо-западном направлении со скоростью 13 км/ч, атмосферное давление в центре стихии при этом составляло 753,8 миллиметров ртутного столба, а постоянная скорость ветра в циклоне упала до 65 км/ч. Ветровые потоки шторма сосредоточились главным образом над водной поверхностью в восточной и северо-восточной части атмосферного возмущения. Несмотря на то, что Артур вступил на территорию суши, он сохранял достаточно хорошо организованную структуру конвекционных масс вплоть до 5 часов вечера 31 мая.
В дальнейшем над территорией полуострова Юкатан стали образовываться новые группы конвекционных потоков тогда, как смещение самого шторма происходило под влиянием антициклона над Мексиканскимо заливом. Связанный с циклоном фронт грозовой облачности отделился от центра циркуляции воздушных масс, а сам шторм на короткое время резко снизил собственную активность. Артур ещё раз усилился до пиковых значений скорости ветра в ночь на 1 июня, а в начале суток его центр обращения был уже трудноразличимым вследствие практически полной дезорганизованности структуры циклона.
Тем не менее, Артур находился в фазе тропического шторма ещё 24 часа, после чего к началу 2 июня перешёл в стадию тропической депрессии. В течение суток 2 июня депрессия Артур почти полностью потеряла собственную конвективную систему, повернула вектор движения на юго-западный и к моменту выхода на восточное побережье Тихого океана расформировалась в обычную область пониженного давления. Последняя синоптическая сводка по Тропическому шторму Артур была выпущена Национальным центром прогнозирования ураганов США в ночь с 1 на 2 июня 2008 года.

## Подготовка и вторжение

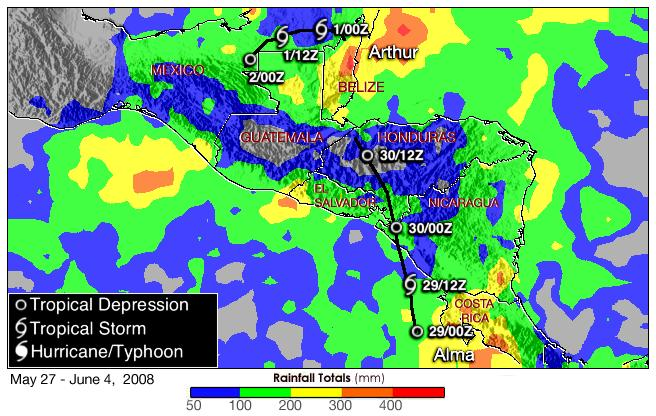
Карта осадков тропических штормов Артур и Альма

При подходе Тропического шторма Артур были закрыты морские порты в мексиканской провинции Кинтана-Роо, на острове Косумель в городах Исла-Мухерес и Четумаль; жителям прибрежных районов было рекомендовано принять все необходимые меры предосторожности. В остальных портах восточного побережья Мексики был введён запрет на выход в открытое море для средних и малых судов. В 17 часов местного времени 31 мая власти объявили штормовое предупреждение для всего участка морского побережья от Белиза до мексиканского Кабо-Каточе, действовавшее вплоть до перехода шторма в фазу тропической депрессии (15 часов местного времени 1 июня).
Тропический циклон прошёлся дождями к югу от города Белиз и вызвал сильный прибой на острове Амбергриз. Морское волнение заставило власти закрыть два из трёх портов Мексики, являющихся основными перевалочными базами нефтеэкспорта. Остатки Тропического шторма Артур вкупе с проливными дождями недавно прошедшего тихоокеанского тропического шторма Альма вызвали подъём рек в южной и северной частях Белиза, что привело к локальным наводнениям в данных районах. В общей сложности от обоих штормов в Белизе выпало до 250 миллиметров осадков. В результате возникших паводков был повреждён один автомобильный мост, а несколько других мостов и автомобильная магистраль вообще скрылись под водой. Под угрозой наводнения одна из деревень страны была полностью эвакуирована, в поселениях Корозал и Ориндж-Уолк открыли специальные убежища на случай прохождения тропических стихий. Исходя из соображений безопасности, при подходе шторма в сельской местности по всей стране было отключено электроснабжение. Проливные дожди и возникший следом паводок причинили ущерб плантациям папайи, риса и фермам по разведению креветок. В общей сложности от разгулявшейся стихии в стране пострадало более ста тысяч человек, погибло девять человек, в том числе пятеро — непосредственно от удара Тропического шторма Артур. В местах бедствия работали поисковые службы, использовавшие вертолёты Великобритании, ещё один вертолёт для доставки грузов в пострадавшие от наводнения районы выделило правительство Мексики. Премьер-министр Белиза Дин Барроу специальным распоряжением объявил зоной бедствия населённый район Стан-Крик-Вали. Суммарный ущерб, нанесённый Белизу Тропическим штормом Артур оценивается в 78 миллионов долларов США.

## Заметки
Артур стал первым после шторма Арлин 1981 года тропическим штормом, образовавшимся в бассейне Атлантического океана в мае месяце, то есть до официального открытия сезона атлантических ураганов. Предыдущий сезон был так же открыт досрочно, но не тропическим, а субтропическим штормом Андреа. Вместе с тем, сезоны 2007 и 2008 годов повторяют сезоны ураганов 1933 и 1934 годов, которые открывались аналогичным образом ранее срока и начинались именно со штормов.
После прохождения Тропического шторма Артур его имя не было закреплено метеорологами пожизненно, поэтому название «Артур» будет спустя шесть лет снова включено в перечень имён атлантических циклонов сезона 2014 года.